# UEFA Nations League
Die UEFA Nations League (deutsch UEFA-Nationenliga) ist ein vom europäischen Fußballdachverband UEFA organisiertes Fußballturnier zwischen den Fußball-Männer-Nationalmannschaften. An dem Turnier nehmen alle 55 Mitgliedsverbände der UEFA teil.
Die in der UEFA Nations League sportlich erzielten Leistungen werden zur Bestimmung von Setzlisten in großen Qualifikationsturnieren für Welt- und Europameisterschaften herangezogen und ersetzen damit weitgehend den UEFA-Koeffizienten. Außerdem eröffnet die UEFA Nations League einen zweiten und unabhängigen Qualifikationspfad für große Turniere zusätzlich zu den großen Qualifikationsturnieren.

## Geschichte
2011 begannen die ersten Planungen für ein neues Nationenturnier. Mehrere Mitgliedsverbände hatten sich über den sinkenden Stellenwert von Freundschaftsspielen beklagt. Im Oktober 2013 bestätigte Yngve Hallén, der Präsident des norwegischen Fußballverbands, dass Gespräche über die Einführung eines weiteren UEFA-Wettbewerbs für Nationalmannschaften stattgefunden haben. Auf dem 38. Ordentlichen UEFA-Kongress in Astana am 27. März 2014 beschlossen die damals noch 54 Mitgliedsverbände der UEFA einstimmig die Resolution zum Nationalmannschaftsfußball 2018–2022, die auch die Einführung der Nations League ab 2018 vorsah.
Da für die Austragung die Termine genutzt werden, die bisher für Freundschaftsspiele vorgesehen waren, soll es keine Terminkonflikte mit den Welt- und Europameisterschaften geben. Die Nations League ist im Zweijahresrhythmus geplant, in jedem Jahr ohne EM oder WM. Daher werden die EM- und WM-Qualifikationsrunden um ein paar Monate nach hinten verschoben.

## Austragungsmodus
Die erste Austragung fand 2018/19 statt. Dafür wurden die 55 Mitgliedsverbände der UEFA anhand ihres UEFA-Koeffizienten im November 2017 in vier Ligen (Divisions A, B, C, D) eingeteilt, wobei Liga A die höchste ist und Liga D die niedrigste. Die Mitgliedsverbände mit dem höchsten UEFA-Koeffizienten gingen in Liga A, die Mitgliedsverbände mit den niedrigsten UEFA-Koeffizienten gingen in Liga D. Dieser Weg über den UEFA-Koeffizienten wurde nur für die erste Spielzeit 2018 benutzt, in den folgenden Spielzeiten der UEFA Nations League werden die Ligazugehörigkeiten ausschließlich sportlich über Auf- und Abstieg ermittelt.
Vorgesehen ist ein zweijähriger Rhythmus der Spielzeiten der Ligen. Die erste Spielzeit der Ligen der Nations-League fand 2018/19 statt, die zweite 2020/21, die dritte 2022/23 und die vierte 2024/25.

### Gruppenphase
Liga A ist die höchste Liga und Liga D die niedrigste. Jede Liga mit den darin qualifizierten Teams wird in Gruppen mit jeweils drei oder vier Nationalmannschaften unterteilt. Die Gruppen innerhalb der Ligen werden frei ausgelost, es gibt keine Setzliste:
- Liga A und B bestanden 2018/19 aus je vier Dreiergruppen, 2020/21 aus je vier Vierergruppen
- Die Liga C bestand 2018/19 aus einer Gruppe mit drei Teams und drei Gruppen mit vier Teams, 2020/21 wie die Ligen A und B aus vier Vierergruppen
- Liga D setzte sich 2018/19 aus vier Vierergruppen zusammen, 2020/21 aus einer Vierer- und einer Dreiergruppe.

Die Mannschaften treten innerhalb der Gruppen in der Form eines Rundenturniers jeder gegen jeden in Hin- und Rückspiel gegeneinander an, so dass je nach Umfang einer Gruppe entweder vier oder sechs Partien zu bestreiten sind. Jeder Sieg einer Mannschaft wird mit drei Punkten gewertet, ein Unentschieden mit einem Punkt. In den Gruppen wird dabei primär um den Auf- und Abstieg gespielt. Die Positionen innerhalb der sechzehn Gruppen der Gruppenphase und damit der Gruppenrang bestimmen sich nach den folgenden Kriterien:
1. Punktzahl
2. Punktzahl aus den Direktbegegnungen aller punktgleichen Mannschaften untereinander
3. Tordifferenz aus den Direktbegegnungen aller punktgleichen Mannschaften untereinander
4. Zahl erzielter Tore aus den Direktbegegnungen aller punktgleichen Mannschaften untereinander
5. Zahl erzielter Auswärtstore aus den Direktbegegnungen aller punktgleichen Mannschaften untereinander
6. Bleiben damit immer noch zwei oder mehr Mannschaften gleich, werden die Kriterien 1. bis 5. erneut angewandt, aber nur noch in Zweierpaarungen der Mannschaften untereinander
7. Tordifferenz
8. Zahl erzielter Tore
9. Zahl erzielter Auswärtstore
10. Zahl der Siege
11. Zahl der Auswärtssiege
12. Fair-Play Quotient
13. UEFA-Koeffizient

Die vier Gruppenletzten in den Ligen A und B steigen in die jeweils nächsttiefere Liga ab, also aus Liga A → Liga B, aus Liga B → Liga C. Bei der ersten Austragung 2018/19 gab es keine Absteiger, da die Gruppenstärken der Ligen A bis C für die zweite Austragung 2020/21 teilweise aufgestockt wurden.
In der Liga C war für 2018/19 ein Sondermodus vorgesehen: Wegen der Einteilung in eine Dreiergruppe und drei Vierergruppen sollten 2018/19 alle drei Gruppenvierten in die Liga D absteigen, sowie der schlechteste Gruppendritte aller vier Gruppen der Liga C (berechnet unter Eliminierung der Spielergebnisse gegen die bereits abgestiegenen Gruppenvierten); durch die Aufstockung der Ligen A, B und C wurde dieser Sondermodus allerdings hinfällig, es gab gar keine Absteiger. 2020/21 gibt es Play-outs, da nur zwei Teams in die zwei Gruppen der Liga D absteigen.
Die 10 Gruppensieger der Ligen B, C und D steigen auf, also aus Liga D → Liga C, aus Liga C → Liga B und aus Liga B → Liga A. Die vier Gruppensieger der Liga A rücken in die 2. Phase der Nations League ein, die Endrunde (Final Four). Alle anderen Teams verbleiben in ihren jeweiligen Ligen. Die sportlich ermittelten Auf- und Abstiege werden erst mit der Auslosung der nächsten Gruppenphase der Nations League effektiv.

### Abschlusstabelle und European Qualifiers
Nach der Beendigung der Gruppenphase der UEFA Nations League in den Jahren 2018, 2020, 2022 etc. und der erfolgten Bestimmung von Auf- und Absteigern für die nächste Spielzeit wird eine große Schlusstabelle der Nations League mit allen 55 teilnehmenden Mannschaften erstellt. Diese Abschlusstabelle bestimmt die Bestückung der nachfolgenden Qualifikationsgruppen auf dem Gebiet der UEFA für die nächste Europa- oder Weltmeisterschaft (allgemein European Qualifiers genannt), diese werden seit 2018 nicht mehr nach dem UEFA-Koeffizienten erstellt und gesetzt, sondern nach den Ergebnissen in der Gruppenphase der UEFA Nations League. Zur Erstellung der Schlusstabelle werden ausschließlich die Ergebnisse in der Gruppenphase herangezogen und mittels abgestufter Kriterien gewichtet:
Bestimmung der Abschlusstabelle der gesamten Gruppenphase der Nations League über alle 55 teilnehmenden Mannschaften:
1. Liga
2. Gruppenrang (für die Bestimmung des Gruppenrangs innerhalb der Gruppen siehe oben)
3. Punktzahl
4. Tordifferenz
5. Zahl erzielter Tore
6. Zahl erzielter Auswärtstore
7. Zahl der Siege
8. Zahl der Auswärtssiege
9. Fair-Play-Quotient
10. UEFA-Koeffizient

Damit werden alle 55 UEFA-Nations-League-Teilnehmer erfasst, beispielsweise belegen die 12 Teilnehmer der Liga B die Plätze 13–24 der Gesamttabelle und die vier Gruppensieger der Liga B die Plätze 13–16 der Schlusstabelle.
Die Tabelle hat unter anderem die Auswirkung, dass die bestplatzierten Mannschaften als Gruppenköpfe für die nächsten European Qualifiers gesetzt werden. Bei der Fußball-Europameisterschaft 2020 gab es 10 Qualifikationsgruppen für insgesamt 55 Mannschaften, wobei die Hälfte der Qualifikationsgruppen aus fünf Mannschaften bestand, die andere Hälfte enthielt sechs Mannschaften. Die 10 Bestplatzierten der Gruppenphase der UEFA Nations League wurden als die 10 Gruppenköpfe der 10 Qualifikationsgruppen gesetzt. Diese 10 Bestplatzierten entstammten allesamt den 12 Mannschaften der Liga A, selbst die besten zwei der vier ermittelten Absteiger aus Liga A nach Liga B wurden als Gruppenköpfe für die European Qualifiers gesetzt. Die vier Teilnehmer der Endrunde der Nations League wurden als Gruppenköpfe von Qualifikationsgruppen gesetzt, die aus fünf Mannschaften bestanden, die anderen sechs Gruppenköpfe wurden von den Fünft- bis Zehntplatzierten der Schlusstabelle gestellt. Die vier in der UEFA Nations League erstplatzierten Mannschaften hatten damit zwei Qualifikationsspiele für die Fußball-Europameisterschaft 2020 weniger zu bestreiten, da sie noch die Endrunde der Nations League mit 2 Spielen je Mannschaft bestritten.

### Endrunde
Die vier Gruppensieger der Liga A einer Spielzeit ermitteln in einer Final-Four-Endrunde in einem Turnier den UEFA-Nations-League-Gewinner – und zwar im Jahr nach der Gruppenphase der Nations League immer im zweijährigen Rhythmus. Eine erste Endrunde fand im Jahr 2019 statt, an der die vier Gruppenersten der Liga A aus dem Jahr 2018 teilnahmen. Eine zweite Endrunde gab es 2021, eine dritte gab es dann im Jahr 2023 und eine vierte wird es im Jahr 2025 geben. Dazu gibt es in jeder Endrunde zwei Halbfinals, eine Partie um den dritten Platz sowie ein Finale. Die Halbfinalpaarungen werden ausgelost. Gespielt werden 2×45 Minuten. Falls keine Entscheidung gefallen ist, gibt es anschließend eine Verlängerung von 2×15 Minuten sowie, falls erforderlich, ein Elfmeterschießen. Der Austragungsort wird von der UEFA festgelegt und wird in einer der vier qualifizierten Nationen sein. Die insgesamt vier Spiele werden innerhalb weniger Tage im Turnierformat am Austragungsort durchgeführt. Der Sieger des Finales ist für die nächsten zwei Jahre der amtierende UEFA-Nations-League-Sieger und erhält den dazugehörigen Wanderpokal. Neben der Ermittlung des UEFA-Nations-League-Siegers hat die Final-Four-Endrunde noch eine weitere Konsequenz: die obersten vier Positionen in der großen Schlusstabelle der Nations League werden gemäß der Endrundenergebnisse gegebenenfalls angepasst.

### Qualifikation zur Europameisterschaft
Die Ergebnisse der UEFA Nations League beeinflussen die Qualifikation zu den folgenden Europameisterschaften auf zwei Wegen. Zum einen dienen die Abschlussplatzierungen als Setzliste für die Auslosung der Qualifikationsgruppen. Zum anderen werden die Teilnehmer der Play-offs über die Nations League bestimmt.
Für die Qualifikation zur Europameisterschaft 2020 wurden 4 Startplätze über Play-offs vergeben, ein Play-off je Liga, mit 4 Nationen je Play-off. In jeder Liga hat der jeweilige Nations-League-Gruppensieger Startrecht zu den Play-offs, falls man sich nicht bereits über die EM-Qualifikationsgruppen für die Endrunde qualifiziert hat. In dem Fall rückt die nächstschlechter platzierte Nation, ggfs. sogar aus einer niedrigeren Liga, nach. So war 2020 aus der Liga A lediglich Island in der EM-Hauptqualifikation gescheitert und nahm damit als einziges Team der A-Liga am A-Play-off teil. Aus Liga B scheiterten lediglich 4 Teams in der EM-Qualifikation, diese bildeten das Play-off B. Aus Liga C traten die drei Gruppensieger Schottland, Serbien und Norwegen im Play-off C an, der vierte Gruppensieger Finnland war bereits qualifiziert, und wurde durch einen per Losverfahren bestimmten Gruppenzweiten, Israel, ersetzt. Die übrigen drei Gruppenzweiten füllten die drei freien Startplätze im A-Play-off auf. Nur in Liga D blieb es dabei, dass die vier Gruppensieger der Liga D auch tatsächlich das D-Play-off austrugen.
Jedes Play-off besteht aus je 2 Halbfinals und einem anschließenden Finale. Die Halbfinal-Paarungen werden nicht ausgelost, sondern werden nach der Position der Mannschaften in der Schlusstabelle der Gruppenphase der Nations League ermittelt. Diejenige der vier Mannschaften mit der höchsten Tabellenposition in der Schlusstabelle hat für das erste Halbfinale Heimrecht und empfängt die in der Schlusstabelle niedrigst platzierte Mannschaft. Im zweiten Halbfinale hat die in der Schlusstabelle am zweithöchsten positionierte Mannschaft Heimrecht. Wer nach den Halbfinals das Heimrecht für das Finale erhält, wird per Los entschieden. Die beiden Halbfinals und das Finale werden in einem Spiel im KO-Modus, mit ggfs. Verlängerung und Elfmeterschießen ausgetragen.
Für die Qualifikation zur Europameisterschaft 2024 werden nur 3 Startplätze über die Play-offs vergeben, da unverändert 20 Teilnehmer über das Qualifikationsturnier ermittelt werden, und es nun wieder – anders als im Jubiläumsjahr 2020 – ein Gastgeberland gibt, welches automatisch qualifiziert ist. Wie zuvor bilden die Ligen A bis C je einen Play-off-Pfad, für die nominell die jeweiligen Gruppensieger qualifiziert sind, welche Im Falle einer Direktqualifikation durch Nachrücker ersetzt werden. Liga D, welche nur noch aus 2 Gruppen besteht, erhält keinen eigenen Play-off-Weg mehr, die beiden D-Gruppensieger können aber in einen der Play-off-Wege A bis C nachrücken, falls sämtliche Teams einer Liga bereits qualifiziert sind.

### Qualifikation zur Weltmeisterschaft
Auch bei der WM-Qualifikation wird die Nations League eine Rolle spielen, wenn auch in deutlich geringerem Umfang, da die EM-Endrunde mit 24 Teams gespielt wird, aber nur 13 Vertreter der UEFA zur WM-Endrunde fahren. 10 dieser Startplätze werden direkt über die WM-Qualifikationsgruppen vergeben, 3 weitere Startplätze werden in WM-Play-offs vergeben, hier sollen 12 Teams in 3 Play-off-Gruppen antreten. 2 dieser Teams wiederum werden über die Nations League ermittelt werden, dabei handelt es sich um die beiden in der Nations League besten Gruppensieger, die sich weder direkt qualifiziert haben noch über die Qualifikationsgruppen in die Play-offs gelangt sind.
Die Abschlussplatzierungen der Nations League spielen keine Rolle für die Einteilung der Lostöpfe für die WM-Qualifikation. Diese findet weiterhin nach der FIFA-Weltrangliste statt.

### Austragungsmodus ab 2020/21
Nach nur einer Austragung 2018/19 wurde der Austragungsmodus überarbeitet. Zur UEFA Nations League 2020/21 wurden die Ligen A, B und C aus je 4 Vierergruppen gebildet, in Liga D verblieben eine 3er- und eine 4er-Gruppe. Insgesamt gab es nur noch 14 statt bisher 16 Gruppen. In der Hauptsache wurde dieser Schritt damit begründet, dass die zuvor vorherrschenden 3er-Gruppen vielerorts auf negatives Echo stießen und 4er-Gruppen leichter spielbar seien. Dadurch blieben die eigentlich abgestiegenen Gruppenletzten (darunter Deutschland) in ihrer Liga, dennoch stiegen die jeweiligen Gruppensieger um eine Liga auf. Zusätzlich stiegen auch die Gruppenzweiten der Liga C zur Liga B auf, aus Liga D stiegen insgesamt neun Mannschaften um eine Stufe nach oben.
Nach Austragung der Nations League 2020/21 stiegen alle Gruppensieger der Ligen B, C und D auf, wohingegen die Gruppenletzten der Ligen A und B sowie zwei der vier Gruppenletzten der Liga C abstiegen.

### Neuer Austragungsmodus ab 2024/25
Mit Beginn der Ausgabe von 2024/25 wird die UEFA Nations League eine zusätzliche K.-o.-Runde erhalten, die im März ausgetragen wird. Die Gruppensieger und -zweiten der Liga A qualifizieren sich für das neu eingeführte und in Hin- und Rückspiel ausgetragene Viertelfinale, dessen Sieger sich wiederum für das bekannte Final-Four-Turnier qualifizieren.
Neu hinzu kommen auch Relegationsspiele mit Hin- und Rückspiel zwischen den Gruppendritten der Liga A und den Gruppenzweiten der Liga B sowie zwischen den Gruppendritten der Liga B und den Gruppenzweiten der Liga C.
Ferner entfallen die Play-downs innerhalb der Liga C. Hier wird nun am Ende der Gruppenphase eine separate Tabelle der Gruppenletzten (Gruppenvierten) erstellt. Die beiden am schlechtesten platzierten Gruppenvierten der Liga C steigen nun direkt in die Liga D ab. Im Gegenzug steigen die beiden Gruppenersten der Liga D direkt auf.  Die beiden besser platzierten Gruppenvierten der Liga C tragen eine Relegation mit Hin- und Rückspiel gegen die beiden Gruppenzweiten der Liga D aus.

## Statistik

### Die Turniere (Final Four) im Überblick
Die zweite Phase der UEFA Nations League, das Endrundenturnier der jeweiligen Final Four der vier Gruppensieger der Liga A, soll immer im zweijährigen Rhythmus ausgespielt werden.
Das Endrundenturnier muss dabei in einer der vier Nationen stattfinden, die sich als Gruppensieger der Liga A für die Final Four qualifiziert haben. Die UEFA stellt dabei die Anforderung, dass es sich um zwei geeignete Spielstätten der UEFA-Kategorie 4 handelt, die nicht weiter als 150 Kilometer voneinander entfernt sind und die beide eine Kapazität von wenigstens 30.000 Zuschauern aufweisen müssen. Der Gastgeber bestreitet das erste Halbfinale. Nach zwei Halbfinals (in den beiden Spielstätten) kommt es in beiden Stadien einmal zu einem Spiel um Platz 3 (Verlierer der Halbfinals) und zum Finale um den Titel.
| 2018/19 | Portugal    | Portugal   | 1:0                 | Niederlande | England    | 0:0 n. V. 6:5 i. E. | Schweiz     |
| 2020/21 | Italien     | Frankreich | 2:1                 | Spanien     | Italien    | 2:1                 | Belgien     |
| 2022/23 | Niederlande | Spanien    | 0:0 n. V. 5:4 i. E. | Kroatien    | Italien    | 3:2                 | Niederlande |
| 2024/25 | Deutschland | Portugal   | 2:2 n. V. 5:3 i. E. | Spanien     | Frankreich | 2:0                 | Deutschland |

### Rangliste
Stand: 8. Juni 2025
| Rang | Land        | Titel | Saison           | 2. Platz |   | 3. Platz | 4. Platz |
| ---- | ----------- | ----- | ---------------- | -------- | - | -------- | -------- |
| 01.  | Portugal    | 2     | 2018/19, 2024/25 | —        | — | —        |          |
| 02.  | Spanien     | 1     | 2022/23          | 2        | — | —        |          |
| 03.  | Frankreich  | 1     | 2020/21          | —        | 1 | —        |          |
| 04.  | Niederlande | —     | —                | 1        | — | 1        |          |
| 05.  | Kroatien    | —     | —                | 1        | — | —        |          |
| 06.  | Italien     | —     | —                | —        | 2 | —        |          |
| 07.  | England     | —     | —                | —        | 1 | —        |          |
| 08.  | Belgien     | —     | —                | —        | — | 1        |          |
|      | Schweiz     | —     | —                | —        | — | 1        |          |
|      | Deutschland | —     | —                | —        | — | 1        |          |

### Ewige Tabelle
Die Tabelle ist sortierbar. Die Spalten A, B, C und D zeigen die erreichten Punkte in der jeweiligen Liga, F4 Punkte im Final Four, VF im Viertelfinale und die Spalten PA, PB und PC zeigen die Punkte in den Playoutspielen um die jeweilige Liga an. Spiele, die im Elfmeterschießen entschieden wurden, werden als Unentschieden gewertet.
| Rg.                 | Land              | Sp. | S. | U. | N. | Tore  | Diff. | Punkte | Ø-Pkt. | A  | B  | C  | D  | F4 | VF | PA | PB | PC | Beste             |
| ------------------- | ----------------- | --- | -- | -- | -- | ----- | ----- | ------ | ------ | -- | -- | -- | -- | -- | -- | -- | -- | -- | ----------------- |
| 01.                 | Portugal          | 28  | 17 | 07 | 04 | 54:22 | +32   | 58     | 2,07   | 45 | 0  | 0  | 0  | 10 | 3  | 0  | 0  | 0  | 1. (18/19+24/25)  |
| 02.                 | Spanien           | 30  | 16 | 09 | 05 | 63:34 | +29   | 57     | 1,90   | 44 | 0  | 0  | 0  | 11 | 2  | 0  | 0  | 0  | 1. (22/23)        |
| 03.                 | Griechenland      | 26  | 17 | 03 | 06 | 34:13 | +21   | 54     | 2,08   | 0  | 15 | 36 | 0  | 0  | 0  | 3  | 0  | 0  | 21. (24/25)       |
| 04.                 | Frankreich        | 28  | 16 | 05 | 07 | 46:32 | +14   | 53     | 1,89   | 41 | 0  | 0  | 0  | 09 | 3  | 0  | 0  | 0  | 1. (20/21)        |
| 05.                 | Georgien          | 26  | 15 | 07 | 04 | 50:18 | +32   | 52     | 2      | 0  | 07 | 23 | 16 | 0  | 0  | 0  | 6  | 0  | 26. (24/25)       |
| 06.                 | Niederlande       | 28  | 13 | 09 | 06 | 54:35 | +19   | 48     | 1,71   | 43 | 0  | 0  | 0  | 03 | 2  | 0  | 0  | 0  | 2. (18/19)        |
| 07.                 | Italien           | 28  | 13 | 09 | 06 | 41:31 | +10   | 48     | 1,71   | 41 | 0  | 0  | 0  | 06 | 1  | 0  | 0  | 0  | 3. (20/21+22/23)  |
| 08.                 | Nordmazedonien    | 24  | 14 | 05 | 05 | 40:21 | +19   | 47     | 1,96   | 0  | 0  | 32 | 15 | 0  | 0  | 0  | 0  | 0  | 35. (24/25)       |
| 09.                 | Kosovo            | 28  | 14 | 04 | 10 | 45:25 | +20   | 46     | 1,64   | 0  | 0  | 26 | 14 | 0  | 0  | 0  | 6  | 0  | 38. (24/25)       |
| 10.                 | Norwegen          | 24  | 14 | 04 | 06 | 41:23 | +18   | 46     | 1,92   | 0  | 33 | 13 | 0  | 0  | 0  | 0  | 0  | 0  | 18. (24/25)       |
| 11.                 | Rumänien          | 24  | 13 | 06 | 05 | 40:23 | +17   | 45     | 1,88   | 0  | 15 | 30 | 0  | 0  | 0  | 0  | 0  | 0  | 26. (20/21)       |
| 12.                 | Serbien           | 26  | 11 | 10 | 05 | 39:23 | +16   | 43     | 1,65   | 06 | 19 | 14 | 0  | 0  | 0  | 4  | 0  | 0  | 10. (24/25)       |
| 13.                 | Schottland        | 24  | 13 | 03 | 08 | 34:24 | +10   | 42     | 1,75   | 07 | 23 | 09 | 0  | 0  | 0  | 3  | 0  | 0  | 9. (24/25)        |
| 14.                 | Belgien           | 26  | 13 | 02 | 11 | 49:37 | +12   | 41     | 1,58   | 38 | 0  | 0  | 0  | 0  | 0  | 3  | 0  | 0  | 4. (20/21)        |
| 15.                 | Dänemark          | 24  | 12 | 05 | 07 | 31:23 | +08   | 41     | 1,71   | 30 | 08 | 0  | 0  | 0  | 3  | 0  | 0  | 0  | 5. (22/23)        |
| 16.                 | Türkei            | 24  | 11 | 06 | 07 | 43:27 | +16   | 39     | 1,63   | 0  | 20 | 13 | 0  | 0  | 0  | 6  | 0  | 0  | 22. (18/19)       |
| 17.                 | Ukraine           | 24  | 11 | 04 | 09 | 31:34 | −03   | 37     | 1,54   | 06 | 28 | 0  | 0  | 0  | 0  | 3  | 0  | 0  | 13. (20/21)       |
| 18.                 | Ungarn            | 26  | 10 | 07 | 09 | 29:32 | −03   | 37     | 1,42   | 16 | 11 | 10 | 0  | 0  | 0  | 0  | 0  | 0  | 8. (22/23)        |
| 19.                 | England           | 24  | 10 | 06 | 08 | 34:25 | +09   | 36     | 1,5    | 20 | 15 | 0  | 0  | 01 | 0  | 0  | 0  | 0  | 3. (18/19)        |
| 20.                 | Deutschland       | 26  | 08 | 12 | 06 | 48:41 | +07   | 36     | 1,38   | 32 | 0  | 0  | 0  | 0  | 4  | 0  | 0  | 0  | 4. (24/25)        |
| 21.                 | Österreich        | 24  | 10 | 06 | 08 | 33:26 | +07   | 36     | 1,5    | 04 | 31 | 0  | 0  | 0  | 0  | 1  | 0  | 0  | 13. (22/23)       |
| 22.                 | Wales             | 22  | 10 | 05 | 07 | 28:21 | +07   | 35     | 1,59   | 01 | 34 | 0  | 0  | 0  | 0  | 0  | 0  | 0  | 16. (22/23)       |
| 23.                 | Moldau            | 24  | 10 | 05 | 09 | 22:25 | −03   | 35     | 1,46   | 0  | 0  | 01 | 31 | 0  | 0  | 0  | 0  | 3  | 48. (18/19+20/21) |
| 24.                 | Kroatien          | 26  | 10 | 05 | 11 | 35:44 | −09   | 35     | 1,35   | 28 | 0  | 0  | 0  | 04 | 3  | 0  | 0  | 0  | 2. (22/23)        |
| 25.                 | Slowenien         | 26  | 08 | 11 | 07 | 17:28 | −11   | 35     | 1,35   | 0  | 14 | 17 | 0  | 0  | 0  | 0  | 4  | 0  | 25. (22/23+24/25) |
| 26.                 | Luxemburg         | 24  | 09 | 07 | 08 | 30:23 | +07   | 34     | 1,42   | 0  | 0  | 24 | 10 | 0  | 0  | 0  | 0  | 0  | 37. (22/23)       |
| 27.                 | Belarus           | 24  | 08 | 10 | 06 | 26:19 | +07   | 34     | 1,42   | 0  | 0  | 20 | 14 | 0  | 0  | 0  | 0  | 0  | 38. (20/21)       |
| 28.                 | Tschechien        | 22  | 10 | 03 | 09 | 27:30 | −03   | 33     | 1,5    | 04 | 29 | 0  | 0  | 0  | 0  | 0  | 0  | 0  | 14. (22/23)       |
| 29.                 | Färöer            | 24  | 07 | 10 | 07 | 26:31 | −05   | 31     | 1,29   | 0  | 0  | 14 | 17 | 0  | 0  | 0  | 0  | 0  | 41. (22/23)       |
| 30.                 | Finnland          | 24  | 10 | 02 | 12 | 22:27 | −05   | 32     | 1,33   | 0  | 20 | 12 | 0  | 0  | 0  | 0  | 0  | 0  | 21. (20/21+22/23) |
| 31.                 | Bulgarien         | 26  | 07 | 10 | 09 | 24:30 | −06   | 31     | 1,19   | 0  | 02 | 29 | 0  | 0  | 0  | 0  | 0  | 0  | 29. (18/19)       |
| 32.                 | Armenien          | 26  | 09 | 04 | 13 | 36:49 | −13   | 31     | 1,19   | 0  | 03 | 18 | 10 | 0  | 0  | 0  | 0  | 0  | 31. (22/23)       |
| 33.                 | Schweden          | 22  | 09 | 03 | 10 | 36:31 | +05   | 30     | 1,36   | 03 | 11 | 16 | 0  | 0  | 0  | 0  | 0  | 0  | 14. (20/21)       |
| 34.                 | Montenegro        | 24  | 09 | 03 | 12 | 27:23 | +04   | 30     | 1,25   | 0  | 10 | 20 | 0  | 0  | 0  | 0  | 0  | 0  | 28. (22/23)       |
| 35.                 | Lettland          | 24  | 06 | 10 | 08 | 26:26 | ±0    | 28     | 1,17   | 0  | 0  | 04 | 24 | 0  | 0  | 0  | 0  | 0  | 45. (24/25)       |
| 36.                 | Slowakei          | 24  | 08 | 04 | 12 | 25:27 | −02   | 28     | 1,17   | 0  | 07 | 20 | 0  | 0  | 0  | 0  | 1  | 0  | 21. (18/19)       |
| 37.                 | Israel            | 22  | 07 | 07 | 08 | 21:31 | −10   | 28     | 1,27   | 04 | 16 | 06 | 0  | 0  | 0  | 0  | 0  | 0  | 14. (24/25)       |
| 38.                 | Schweiz           | 24  | 07 | 06 | 11 | 36:39 | −03   | 27     | 1,13   | 26 | 0  | 0  | 0  | 01 | 0  | 0  | 0  | 0  | 4. (20/21)        |
| 39.                 | Kasachstan        | 26  | 07 | 06 | 13 | 23:39 | −16   | 27     | 1,04   | 0  | 01 | 17 | 06 | 0  | 0  | 0  | 0  | 3  | 31. (24/25)       |
| 40.                 | Aserbaidschan     | 24  | 06 | 08 | 10 | 19:31 | −12   | 26     | 1,08   | 0  | 0  | 17 | 09 | 0  | 0  | 0  | 0  | 0  | 38. (22/23)       |
| 41.                 | Malta             | 20  | 06 | 07 | 07 | 20:26 | −06   | 25     | 1,25   | 0  | 0  | 0  | 25 | 0  | 0  | 0  | 0  | 0  | 51. (24/25)       |
| 42.                 | Estland           | 24  | 06 | 06 | 12 | 22:30 | −08   | 24     | 1      | 0  | 0  | 11 | 12 | 0  | 0  | 0  | 0  | 1  | 37. (18/19)       |
| 43.                 | Irland            | 24  | 06 | 06 | 12 | 17:30 | −13   | 24     | 1      | 0  | 0  | 18 | 0  | 0  | 0  | 0  | 6  | 0  | 23. (18/19)       |
| 44.                 | Zypern            | 26  | 06 | 06 | 14 | 17:46 | −29   | 24     | 0,92   | 0  | 0  | 20 | 0  | 0  | 0  | 0  | 0  | 4  | 36. (18/19)       |
| 45.                 | Albanien          | 20  | 06 | 05 | 09 | 17:24 | −07   | 23     | 1,15   | 0  | 09 | 14 | 0  | 0  | 0  | 0  | 0  | 0  | 27. (22/23)       |
| 46.                 | Gibraltar         | 22  | 05 | 06 | 11 | 15:39 | −24   | 21     | 0,95   | 0  | 0  | 01 | 20 | 0  | 0  | 0  | 0  | 0  | 48. (22/23)       |
| 47.                 | Polen             | 22  | 05 | 05 | 10 | 25:40 | −15   | 20     | 0,91   | 20 | 0  | 0  | 0  | 0  | 0  | 0  | 0  | 0  | 10. (18/19+20/21) |
| 48.                 | Bosn./Herzegowina | 22  | 06 | 07 | 09 | 20:37 | −17   | 20     | 0,91   | 04 | 21 | 0  | 0  | 0  | 0  | 0  | 0  | 0  | 13. (18/19)       |
| 49.                 | Nordirland        | 22  | 04 | 06 | 12 | 24:31 | −07   | 18     | 0,82   | 0  | 02 | 16 | 0  | 0  | 0  | 0  | 0  | 0  | 24. (18/19)       |
| 50.                 | Russland          | 10  | 04 | 03 | 03 | 13:15 | −02   | 15     | 1,5    | 0  | 15 | 0  | 0  | 0  | 0  | 0  | 0  | 0  | 17. (18/19)       |
| 51.                 | Andorra           | 22  | 02 | 09 | 11 | 09:31 | −22   | 15     | 0,68   | 0  | 0  | 15 | 0  | 0  | 0  | 0  | 0  | 0  | 53. (18/19+22/23) |
| 52.                 | Litauen           | 26  | 04 | 03 | 19 | 16:48 | −32   | 15     | 0,58   | 0  | 0  | 09 | 0  | 0  | 0  | 0  | 0  | 6  | 39. (18/19)       |
| 53.                 | Liechtenstein     | 20  | 02 | 05 | 13 | 14:31 | −17   | 11     | 0,55   | 0  | 0  | 0  | 11 | 0  | 0  | 0  | 0  | 0  | 51. (20/21)       |
| 54.                 | Island            | 22  | 02 | 05 | 15 | 22:54 | −32   | 11     | 0,5    | 0  | 11 | 0  | 0  | 0  | 0  | 0  | 0  | 0  | 12. (18/19)       |
| 55.                 | San Marino        | 18  | 02 | 03 | 13 | 08:31 | −23   | 09     | 0,5    | 0  | 0  | 0  | 09 | 0  | 0  | 0  | 0  | 0  | 50. (24/25)       |
| Stand: 8. Juni 2025 |                   |     |    |    |    |       |       |        |        |    |    |    |    |    |    |    |    |    |                   |

## Pokal und Logo

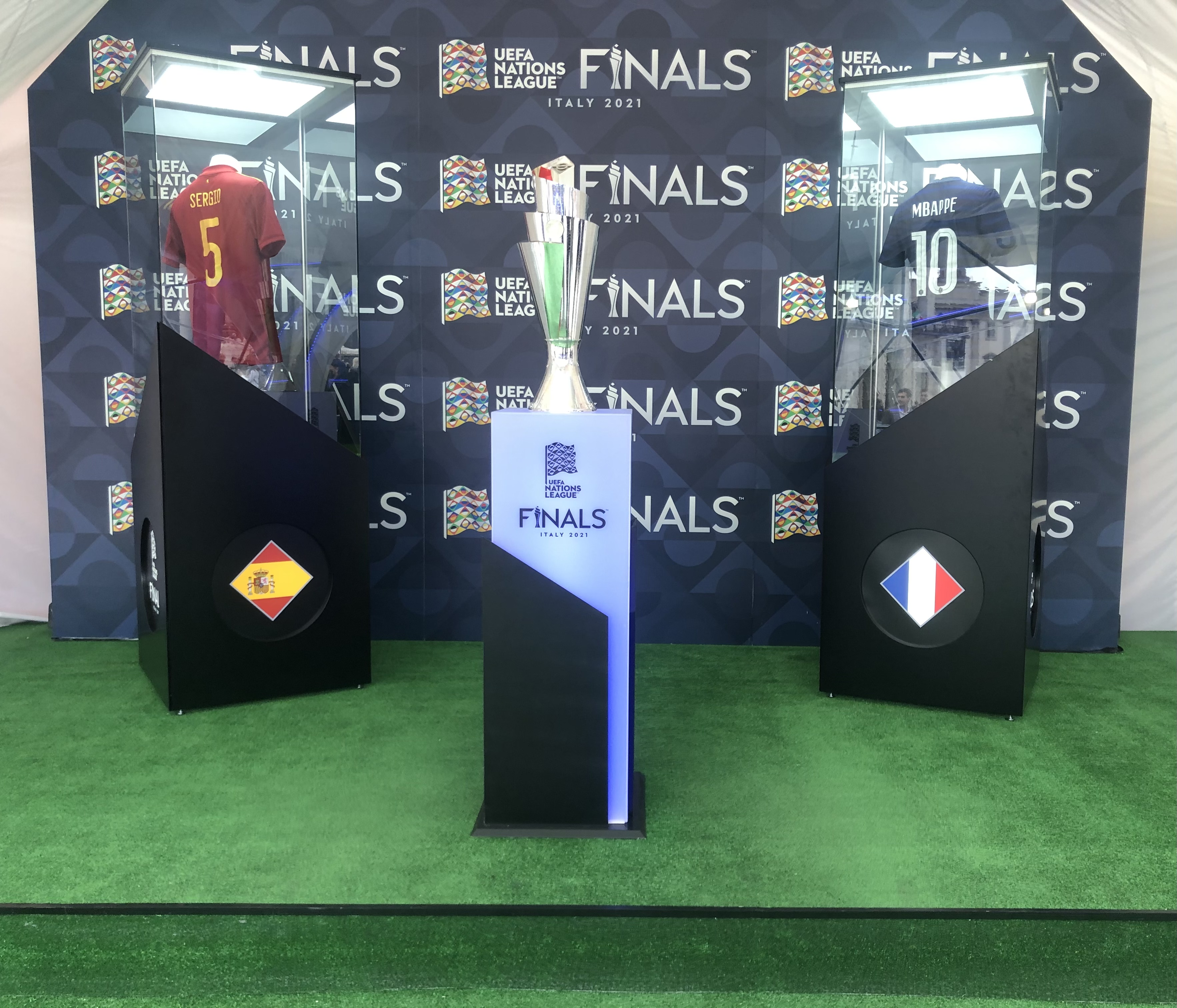
Pokal der Nations League vor dem Finale 2021

Der Pokal der Nations League wurde am 24. Januar 2018 in Lausanne präsentiert.
Das Logo des Wettbewerbs ist eine Fahne, die auf Basis der 55 Nationalflaggen der teilnehmenden Nationen entstand. Die innerhalb der Flagge in Rasterform angeordneten Rauten, welche jeweils aus zwei Dreiecken zusammengesetzt sind und einen Kreis beinhalten, sollen den Turniermodus versinnbildlichen. Das nach oben zeigende Dreieck steht für den Aufstieg in eine höhere Division, das nach unten zeigende für den Abstieg. Der Kreis in jeder zusammengesetzten Raute ist ein Zeichen für den Klassenerhalt. Die vier unterschiedlich farbigen Querstreifen im Hintergrund der Dreiecke sind eine Anlehnung an die vier Spielklassen des Formats. Die Einfärbung der Dreiecke soll eine Assoziation mit Nationalflaggen herstellen.

## Preisgelder
Die ausrichtende UEFA hat für die Teilnehmer ein Startgeld und für die Sieger ein Preisgeld ausgelobt, offiziell genannt „Solidaritäts- und Bonuszahlungen“. Die Zahlungen sind gestaffelt nach der Einteilung der Ligen sowie der Teilnahme am „Final-Four-Turnier“ im Juni 2019. Der Sieger jeder einzelnen Gruppe erhält einen gestaffelten Betrag, der Sieger des Turniers erhält maximal 7,5 Millionen Euro. Insgesamt sollen 76,25 Millionen Euro an Preisgeldern ausgezahlt werden.

## Kritik
In Deutschland zeigte sich Reinhard Rauball, der Präsident der DFL, im Jahr 2014 angesichts der Ankündigung zu der neuen Serie überrascht und fühlte sich übergangen. Zudem befürchteten Rauball sowie Michael Zorc eine zusätzliche Belastung der Vereine und Spieler. Die UEFA hingegen sieht dies durch die ausfallenden Freundschaftsspiele anders. Als einziger Spitzenfunktionär des deutschen Fußballs äußerte Reinhard Grindel hingegen, dass die Nations League im Gegensatz zu Freundschaftsspielen, in denen es um nichts gehe, ein attraktiver Wettbewerb sei.
Vor allem Trainer sehen den Leistungsdruck kritisch. Während gesundheitlich angeschlagene Spieler bei einem Freundschaftsspiel pausieren können, würden diese im Wettbewerb nicht geschont werden. Karl-Heinz Rummenigge kritisierte die Entscheidung der UEFA und betonte, dass es weniger um das Finanzielle und Politische gehen müsse, sondern mehr um den Fußball selbst. Auch Alexander Rosen sagte, dass die Interessen der UEFA in erster Linie rein finanzieller Natur seien. Christian Heidel äußerte die Hoffnung auf eine baldige Wiederabschaffung der Liga.
Auch bei einigen deutschen Fußballfans kommt diese neue Liga nicht gut an und dies zeigt sich auch in relativ schlechten Zuschauerzahlen in den Fußballstadien. Das Topspiel Deutschland gegen die Niederlande am 19. November 2018 sahen nur 42.186 Zuschauer in der international 54.740 Zuschauer fassenden Veltins-Arena.
In Österreich kommt ebenfalls Kritik an diesem Wettbewerb auf. Hier stört man sich jedoch an überzogenen Eintrittspreisen, was zu einem Zuschauerschwund geführt hat. Der Österreichische Fußball-Bund wehrte sich gegen diese Kritik. Bei den Länderspielen lagen die Eintrittspreise zwischen 32 und 66 Euro für den Sitzplatz.
In Großbritannien wird die Nations League ausschließlich im Pay-TV bei Sky Sports übertragen und nicht im frei empfangbaren Fernsehen. Dies führte zu starker Kritik an der UEFA und am englischen Fußballverband.